# Han’anchi
Han’anchi (jap. 攀安知; † 1416 auf Burg Nakijin, Hokuzan (heute: Nakijin, Präfektur Okinawa, Japan)) war der dritte und letzte König des Königreichs Hokuzan auf Okinawa.
Er bestieg den Thron im Jahr 1397 nach dem Tod seines Vaters Min. Nach seiner Thronbesteigung sandte er sowohl nach Korea als auch China Botschafter, um seine Thronfolge offiziell bekanntzugeben und den Titel des alleinig anerkannten Herrschers über Okinawa für sich zu beanspruchen, eine aufgrund der starken Position des Konkurrenzreiches Chūzan eher symbolische Forderung. Er war der aktivste Herrscher Hokuzans und sandte die meisten der insgesamt nur neun Tributmissionen Hokuzans nach China, die dort gleichzeitig handelten. Historische Quellen beschreiben Han’anchi als klugen Militärstrategen, der sich jedoch zu sehr auf seine eigene Macht konzentrierte und viele seiner Gefolgsleute gegen sich aufbrachte. Dies nutzte der Königssohn Chūzans, Shō Hashi, und fiel in das Reich ein. Die Hauptburg Nakijin konnte anfangs den Angriffen aufgrund ihrer starken Befestigungen widerstehen. Die Niederlage kam, als einer der Gefolgsleute Hananchis, Motobu Taihara, seinen Herren verriet und die Tore der Burg öffnete. Im Angesicht der Niederlage beging Han’anchi schließlich Selbstmord.